# S.S. Real Montecchio
Società Sportiva Real Montecchio là một câu lạc bộ bóng đá Ý nằm ở Montecchio, frazione của Sant'Angelo ở Lizzola, Marche. Màu sắc của đội là trắng và đỏ.
Real Montecchio phải đối mặt với sự xuống hạng liên tiếp vào năm 2012, 2013 và 2014, từ đó đã xuống hạng từ Eccellenza Marche, Promozione, Prima Cargetoria sang Seconda Cargetoria. Real Montecchio xuống hạng từ Serie D năm 2010.